# 佐竹チョイナチョイナ
佐竹 チョイナチョイナ（さたけ チョイナチョイナ、本名：佐竹 智樹（さたけ ともき）、1966年12月4日 - ）は、日本の元お笑いタレント。かつてはたけし軍団に在籍していた。

## 概要
たけし軍団時代は主に『ふんばるまんず』のメンバーとして『スーパージョッキー』で奮闘した。ザ・ガンバルマンの撮影中に頭部に裂傷を負い治療をするが、医療用ホッチキスで止められている傷口をビートたけしに見せると爆笑を誘った。その後AVライターを少しやりパチプロに転身したと言われている。べん村さ来の父親が亡くなった時、ダンカンに喪服を借りに行ったところイタズラでタキシードを渡され、それを着て桐ケ谷斎場の葬儀に列席し、つまみ枝豆らにこっぴどく叱られたエピソードがある。北海ジャンジャンという弟子がいた（たけしにとっては孫弟子）。
ポップグループ『PSY・S』『PINK』をこよなく愛していた。
大沢誉志幸のライブLD『ARABLEⅡ』を愛用盤にしている。
吉田美奈子のリリースアルバムを全て所有して愛聴している。
マイナー2ストロークバイクをこよなく愛していた。ホンダ・リード80、SKY、リード50S、BEAT、ホンダ・G´、NS250Rロスマンズカラー　ヤマハ・アクシス90、トレイシー125、CZ150、TDR250、ヤマハ・RZ250（350ccエンジン換装仕様）　スズキRG400ガンマ水谷勝カラー、RG400ガンマww2型スガヤチャンバー付き、RG250ww一型等　4ストロークバイクホンダ・FT400、スズキ・GSX-RHBカラーも所有していた。
また元祖ビッグスクーターのホンダ・フュージョンをいち早く愛車にしていた。
たけしの著書『佐竹君からの手紙』の主役のモデル。作中ではたけしの命令で伊豆大島の自動車教習所の合宿に参加したり、カニ商人を目指して樺太へ渡りカニ漁船に乗ったり、韓国カジノウォーカーヒル、非武装地帯DMZの取材も行った。（『北野ファンクラブ』でのトークによると自動車免許の合宿はそもそも、たけしの新作映画の構想としてあった物で佐竹を向かわせた。たけし軍団筆頭映画マニアの水道橋博士が北野武監督に森田監督が免許がないを製作中です。悪魔の囁きで北尾修一編集の佐竹君からの手紙実写化はやめた　教示の無い北野武監督らしい飽きるだった　アル北郷

## 出演番組
- スーパージョッキー（日本テレビ）
- 北野ファンクラブ（フジテレビ）
- たけし大全集'94（フジテレビ）- フジテレビ屋上ロケパートで「名物 北野鍋」を作る係

他多数